# Miguel Luis Amunátegui Reyes
Pour les articles homonymes, voir Amunategui.
Miguel Luis Amunátegui Reyes, né à Santiago le 20 février 1862 et mort dans la même ville le 18 octobre 1949, est un intellectuel, écrivain, littérateur, historien et homme politique chilien.

## Biographie
Fils du philologue, historien et littérateur Gregorio Amunátegui Aldunate (es) et de Josefa Reyes Pérez-Cotapos, Miguel Luis Amunátegui Reyes est aussi le neveu de l'historien Miguel Luis Amunátegui Aldunate (es).
Il étudie à l'Institut national général, puis à l'université du Chili, où il est reçu avocat en 1884.
Président de l'Académie chilienne de la langue durant 18 ans, il est également membre de l'Association américaine des professeurs d'espagnol (en) de New York et de l'Académie royale hispano-américaine des sciences, des arts et des lettres (es) de Cadix, correspondant de l'Athénée ibéro-américain (Ateneo Ibero-Americano) de Buenos Aires, et membre honoraire de l'Académie colombienne de la langue (es). Il est aussi membre des facultés de droit (es) et de philosophie et d'humanités (es) de l'université du Chili ; en 1900, il est par ailleurs fait membre correspondant de l'Académie royale espagnole à l'initiative de plusieurs personnalités.
Le Vénézuéla lui octroie en 1948 le titre de chevalier commandeur de l'ordre du Libérateur pour son travail de diffusion de l’œuvre d'Andrés Bello.
Totalement aveugle à la fin de sa vie, il meurt le 18 octobre 1949.